# Black Bourton Brook
Der Black Bourton Brook ist ein Wasserlauf in Oxfordshire, England. Er entsteht bei Black Bourton südlich der Luftwaffenbasis RAF Brize Norton. Er fließt in südlicher Richtung bis zu seiner Mündung in den Radcot Cut.